# Danielle Perkins
Danielle Perkins (ur. 30 sierpnia 1982 r.) – amerykańska bokserka, złota i brązowa medalistka mistrzostw świata, złota medalistka mistrzostw panamerykańskich. Występuje w kategorii powyżej 81 kg.

## Kariera
W 2018 roku podczas mistrzostw świata w Nowym Delhi zdobyła brązowy medal w kategorii powyżej 81 kg. W ćwierćfinale pokonała Łazzat Kungejbajewą z Kazachstanu. Jednak nie przystąpiła do półfinału przeciwko późniejszej mistrzyni Chince Yang Xiaoli.
Następnego roku została mistrzynią świata w Ułan Ude w kategorii powyżej 81 kg, zwyciężając w finale z Chinką Yang Xiaoli.